# Absent Elk
Absent Elklà một ban nhạc pop rock người Anh thành lập năm 2008. Họ đã phát hành hai đĩa đơn cho đến nay, và phát hành album đầu tiên vào tháng 10 năm 2009. Phiên bản bìa của Girls Aloud 's The Loving Kind được đăng trên YouTube đã trở thành một hiện tượng nhỏ và dẫn đến việc họ được mời để hỗ trợ Girls Aloud trong chặng đầu tiên của Tour Out of Control vào mùa xuân năm 2009. Tên của ban nhạc xuất phát từ ảnh hưởng Na Uy của họ, với tư cách là giọng ca chính của ban nhạc, Kjetil Mørland, đến từ Na Uy, người mà anh đại diện tại Cuộc thi Ca khúc Eurovision 2015 cùng với Debrah Scarlett.

## Lịch sử
Vào năm 2008, ban nhạc đã hỗ trợ các hoạt động quảng cáo rầm rộ ở The Script  và The Hoosiers, và năm 2009 đã được mời để hỗ trợ Girls Aloud trong chuyến lưu diễn nói trên. Ban nhạc đã phát hành album "Sun & Water" vào tháng 5 và lưu diễn ở Anh vào tháng 6. Album đầu tay của họ, Caught in the Headlight, được phát hành vào tháng 10 năm 2008.

## Danh sách đĩa hát

### Đĩa đơn
| Tiêu đề                             | Ngày phát hành       | Nhãn đĩa   |
| ----------------------------------- | -------------------- | ---------- |
| "Sun &amp; Water"                   | 17 tháng 5 năm 2009  | Sony Music |
| "Change My World"                   | Tháng 11 2009        |            |
| "Emily"                             | 7 tháng 3 năm 2010   |            |
| "Let Me Know (Radio Edit)"          | 12 tháng 10 năm 2010 |            |
| "Comfort or Amuse (Charity Single)" | 15 tháng 5 năm 2011  |            |

### Albums
| Tiêu đề                  | Ngày phát hành       | Nhãn       |
| ------------------------ | -------------------- | ---------- |
| Caught in the Headlights | 18 tháng 10 năm 2009 | Sony Music |

## Thành viên ban nhạc
- Kjetil Mørland - Giọng hát, Guitar Acoustic
- Ric Wilson - Trống, Giọng hát
- James Penhallow - Bass
- Ross Martin - Guitar, Bàn phím
- Mike Hillman - Guitar, giọng hát hỗ trợ